# ウメオIKダームフットボル
ウメオIKダームフットボル（スウェーデン語: Umeå IK damfotboll）は、スウェーデンの北部、ヴェステルボッテン県の都市ウメオを本拠地とするスポーツクラブウメオIKの女子サッカー部門。1917年創設で、現在、女子サッカーリーグのダームアルスヴェンスカン所属。　
国内リーグでは2度の3連覇、UEFA女子チャンピオンズリーグでも2度の優勝を誇る、欧州を代表する女子サッカークラブチームである。

## タイトル

### 国内タイトル
- ダームアルスヴェンスカン : 7回

2000, 2001, 2002, 2005, 2006, 2007, 2008
- 女子スウェーデンカップ : 4回

2001, 2002, 2003, 2007

### 国際タイトル
- UEFA女子チャンピオンズリーグ: 2回

優勝: 2002-03, 2003-04
準優勝: 2001-02, 2007-08

## 歴代所属選手
- ハンナ・ユングベリ 1998-2009
- マルタ 2004-2008
- エライーニ・エストレラ・モウラ（英語） 2005-2009
- 馬暁旭 2007
- 山口麻美 2007-2009
- ソフィア・ヤコブソン 2008-2011